# グアルティエーリ
グアルティエーリ（伊: Gualtieri）は、イタリア共和国エミリア＝ロマーニャ州レッジョ・エミリア県にある、人口約6,300人の基礎自治体（コムーネ）。

## 地理

### 位置・広がり

#### 隣接コムーネ
隣接するコムーネは以下の通り。括弧内のMNはマントヴァ県所属を示す
- ボレット
- カデルボスコ・ディ・ソプラ
- カステルノーヴォ・ディ・ソット
- ドーゾロ (MN)
- グアスタッラ
- ポンポネスコ (MN)

### 気候分類・地震分類
グアルティエーリにおけるイタリアの気候分類 (it) および度日は、zona E, 2434 GGである。
また、イタリアの地震リスク階級 (it) では、zona 3 (sismicità bassa) に分類される。

## 文化・観光
「イタリアの最も美しい村」クラブ加盟コムーネである。